# فلایت سنتر
فلایت سنتر (انگلیسی: Flight Centre) شرکت خدمات مسافرتی استرالیایی است، که در سال ۱۹۸۲ تأسیس شد.